# Penouces
Penouces é uma zona da cidade da Póvoa de Varzim, pertencente à freguesia de Beiriz. No censo de 2001, o lugar tinha apenas 260 habitantes e corresponde em grande medida a uma área popularmente tida como parte de Barreiros. O lugar de Penouces, como deliminado pelo INE, está inserida como zona da parte da cidade da Póvoa de Varzim denominada Giesteira.
A freguesia de Beiriz considera que a principal parte da população e território de Penouces foi colocada em Fontes Novas em Aver-o-Mar, onde se situa a Clipóvoa, que anteriormente tinha como endereço Lugar de Penouces, hoje Rua D. Manuel I. No Censo de 2001, aparece como Lugar de Fontes Novas que aparece no INE com 1306 habitantes. Dado o peso populacional, a freguesia de Beiriz colocou a questão em tribunal, visto que a zona, popularmente e entre imobiliárias denominada de Montegeron tem vindo a ter um novo crescimento urbano significativo.
Beiriz aumentou ainda a disputa territorial para uma parte significativa da zona balnear do Agro-Velho (Nova Póvoa), visto que se considera que a freguesia teria costa outrora. O Presidente da Câmara, Macedo Vieira, já fez notar que estas disputas territoriais entre freguesias não tem impacto na cidade, visto que o seu território está delimitado no Plano de Urbanização da Póvoa de Varzim. A população, completamente integrada na malha urbana da cidade e sem qualquer relação afectiva a qualquer das freguesias, também se mostra indiferente.